# معرض الفلامجة الأوائل في بروج

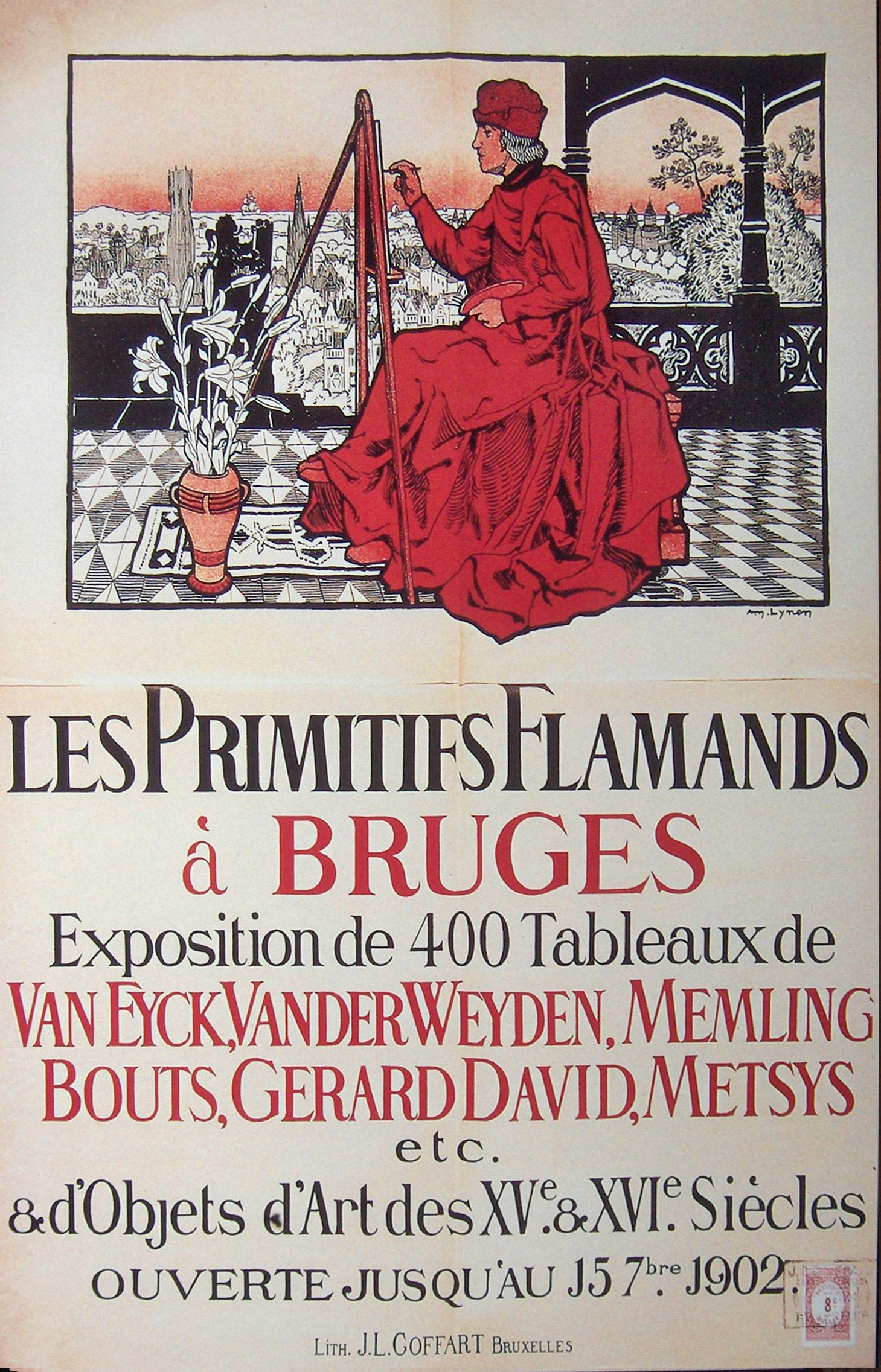
الملصق الرسمي للمعرض من تصميم أميدي لينين

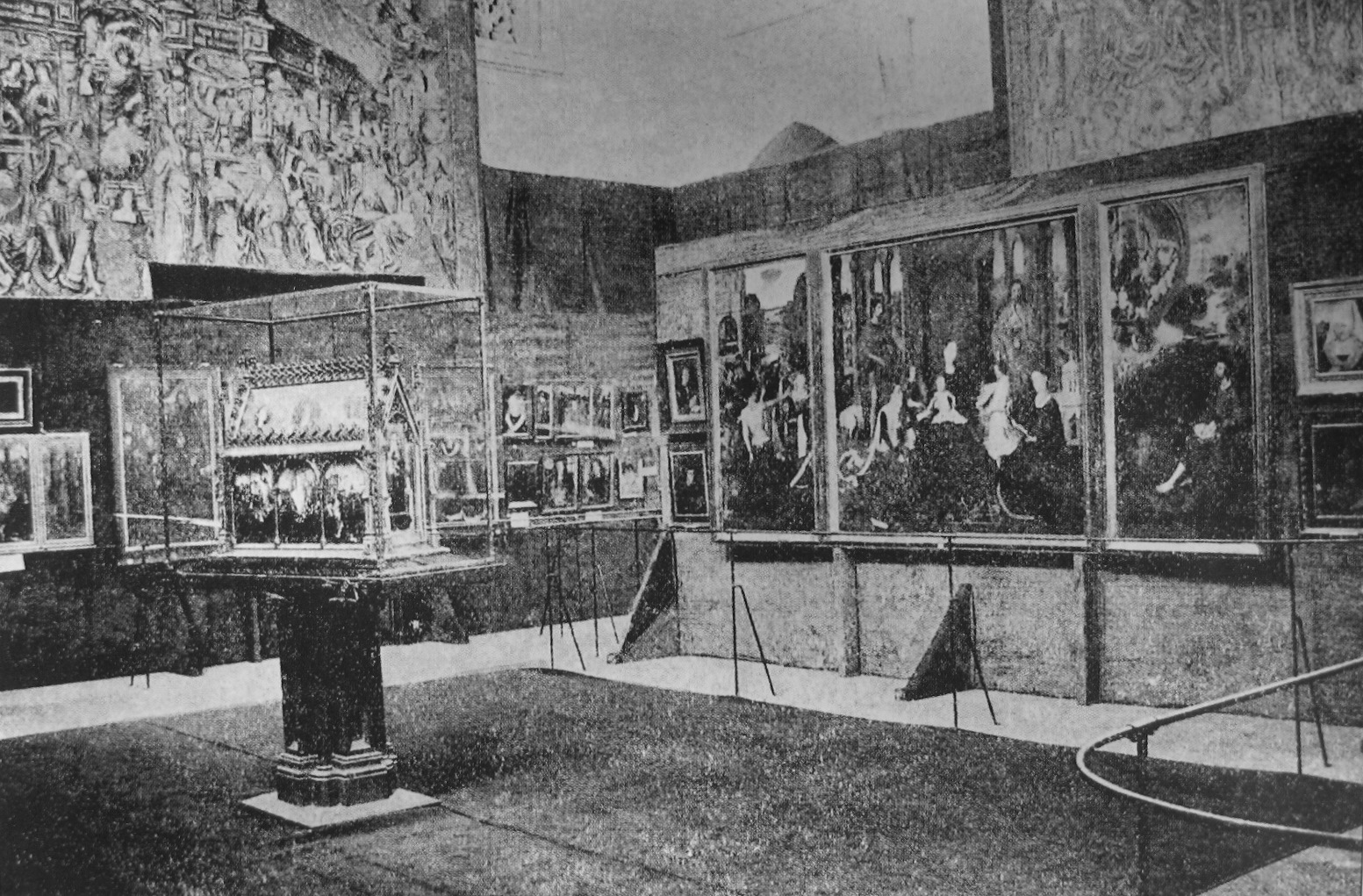
منظر لغرفة هانس ميملنغ الرئيسية في المعرض، مع ضريح سانت أورسولا في المنتصف، من رواية يوهان هويزينجا بعنوان خريف العصور الوسطى

كان معرض الفَلامِجة الأوائل في بروج (بالفرنسية: Exposition des primitifs flamands à Bruges)‏ معرضًا فنيًا للوحات من قبل ما يسمى الرسم الهولندي المبكر (في الوقت الحاضر يُطلق عليهم عادةً الرسامون الهولنديون الأوائل) الذي أقيم في محكمة المقاطعة في بروج بين 15 يونيو و 5 أكتوبر 1902.
كان أكبر معرض للفن الفلمنكي الخامس عشر حتى الآن، ويتألف من 413 مدخلًا رسميًا في الكتالوج، وجذب حوالي 35000 زائر. كان المعرض مؤثرًا للغاية، مما أدى إلى ما لا يقل عن خمسة كتب معاصرة بالإضافة إلى العديد من المقالات العلمية، وبدأ دراسة أعمق للأصول الفلمنكية من قبل جيل جديد من الخبراء. كما ألهم يوهان هويزينجا للبحث وتأليف كتابه «خريف العصور الوسطى». يعكس التغيير في إسناد العديد من الأعمال المهمة (في الجدول أدناه) التقدم في فهم العصر من قبل مؤرخي الفن منذ ذلك الحين، على الرغم من أنها عملية مستمرة.